# Terremoto de Sanriku de 1896
O terremoto de Sanriku de 1896 (明治三陸地震, Meiji Sanriku Jishin) foi um dos eventos sísmicos mais destrutivos da história japonesa. O terremoto, de magnitude 8,5, ocorreu às 19h32 (horário local) do dia 15 de junho de 1896, aproximadamente 166 quilômetros (100 mi) ao largo da costa da Prefeitura de Iwate, Honshu. Provocou duas ondas de tsunami que destruíram cerca de 9 000 casas e causaram pelo menos 22 000 mortes. As ondas atingiram então a altura recorde de 38,2 metros (125 pé), superada apenas em 2 metros (6 ft 7 in) durante o evento de 2011.

## Geologia

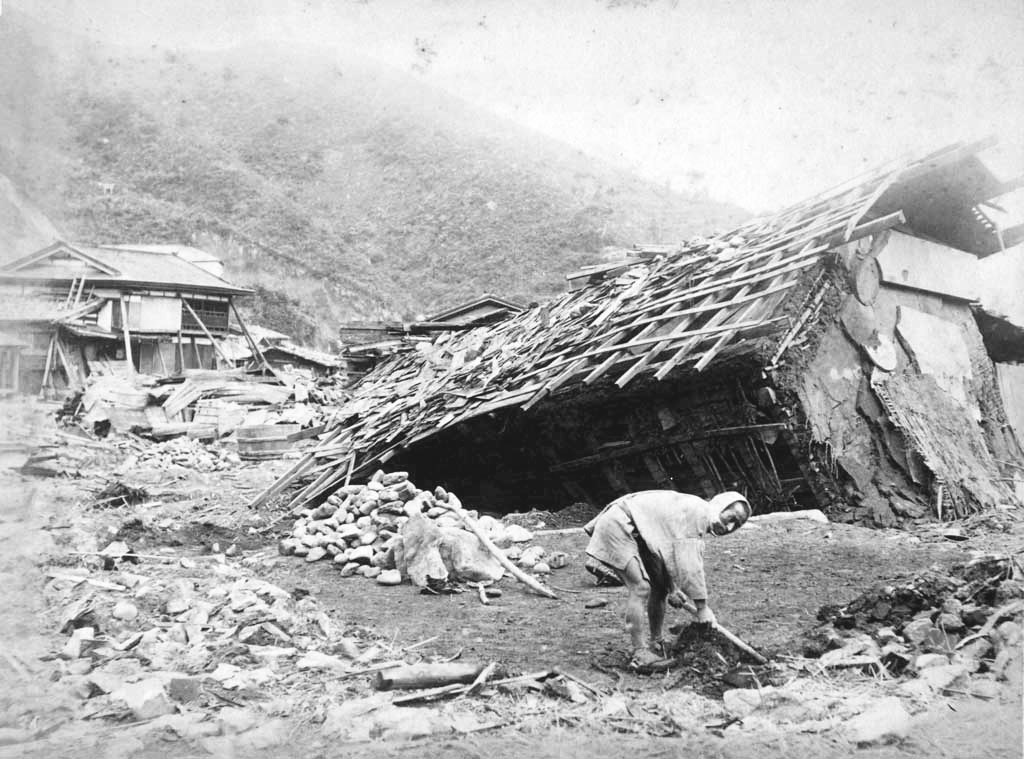
Casas severamente danificadas pelo terremoto

O epicentro situava-se ao oeste da Fossa do Japão, expressão superficial da zona de subducção descendente a oeste. Essa fossa compõe o limite convergente entre as placas do Pacífico e Euroasiática.

### Magnitude
A diferença incomum entre a magnitude do terremoto e a do tsunami subsequente pode ser atribuída a:
1. Falha de encosta causada pelo terremoto

1. Velocidade de ruptura incomumente baixa

Acredita-se que os sedimentos subductados sob a cunha de acreção tenham causado essa velocidade lenta. Um modelo de falha com inclinação de 20º explicava tanto a resposta sísmica quanto o tsunami, mas exigia deslocamento de 10,4 m. Considerando-se elevação extra por sedimentos e inclinação de 10º, a magnitude estimada caiu para Mw=8,0–8,1. Também foi estimada uma magnitude de 8,5.

## Tsunami
Na noite de 15 de junho de 1896, comunidades ao longo da costa de Sanriku celebravam um feriado xintoísta e o retorno de soldados da Primeira guerra sino-japonesa. Um tremor leve foi sentido, mas causou pouco alarde. Trinta e cinco minutos depois, a primeira onda atingiu a costa, seguida por uma segunda. Os tsunamis coincidiram com a maré alta, agravando os danos. A maioria das mortes ocorreu nas prefeituras de Iwate e Miyagi, com vítimas também em Aomori e Hokkaido.
A força das ondas foi tamanha que muitas vítimas foram encontradas com corpos quebrados ou membros ausentes. Como de costume, as frotas pesqueiras estavam no mar e não perceberam as ondas. Ao retornarem pela manhã, encontraram destroços e corpos.
Ondas de até 9 metros (30 pé) também foram registradas no Havaí, destruindo cais e casas.

A palavra "tsunami" (de tsu "porto" e nami "onda") surgiu após esse desastre.